# Kawtutu
Een kawtutu is een Surinaams blaasinstrument. Het bestaat uit een koehoorn en wordt net als de pakrotutu gebruikt om de goden aan te roepen.